# Ливанов, Василий Борисович
Васи́лий Бори́сович Лива́нов (род. 19 июля 1935, Москва, СССР) — советский и российский киноактёр, режиссёр кино и мультипликации, сценарист, писатель; народный артист РСФСР (1988).
Получил наибольшую известность как создатель экранного образа Шерлока Холмса в цикле телефильмов «Приключения Шерлока Холмса и доктора Ватсона» режиссёра Игоря Масленникова по произведениям Артура Конана Дойла, за что в 2006 году был награждён почётным членством ордена Британской империи.

## Биография
Василий Ливанов родился 19 июля 1935 года в Москве, в семье народного артиста СССР Бориса Николаевича Ливанова (1904—1972) и Евгении Казимировны Ливановой (в девичестве Правдзиц-Филипович) (1907—1978). Завсегдатаями дома Ливановых были Качалов, Пастернак, Довженко, Черкасов, Тарханов, Кончаловский. В 1954 году Василий Ливанов окончил Московскую среднюю художественную школу при Академии художеств СССР, а позднее — Театральное училище им. Щукина (1958) и Высшие режиссёрские курсы при Госкино СССР (мастерская Михаила Ромма, 1966).
Сочетание интеллигентности, душевной тонкости, романтичности, искренности чувств было определяющим в ранних экранных образах Василия Ливанова. Уникальный тембр голоса появился у Ливанова из-за того, что режиссёр Михаил Калатозов предложил озвучить зимние сцены фильма «Неотправленное письмо» прямо на улице в 40-градусный мороз. Актёры пытались перекричать сильные порывы ветра, и Ливанов сорвал голос.
В 1966—1973 годах работал на киностудии «Союзмультфильм» режиссёром-постановщиком. Озвучил около 300 мультипликационных персонажей, в том числе Карлсона, крокодила Гену и Удава в мультфильме «38 попугаев». Вместе с Юрием Энтиным и Геннадием Гладковым создал мультфильмы «Бременские музыканты» и «По следам бременских музыкантов».
Когда Игорь Масленников собрался снимать фильм о Шерлоке Холмсе и докторе Ватсоне, он сразу рассматривал Ливанова как основного кандидата на роль Холмса. Масленников до этого работал с Ливановым в фильме «Ярославна, королева Франции». За восемь лет (1979—1986) было снято четыре двухсерийных и один трёхсерийный телефильм, сразу завоевавших большую популярность в СССР. За время съёмок Ливанов подружился с исполнителем роли Ватсона Виталием Соломиным, а вот с Масленниковым к середине 1980-х годов отношения у Ливанова разладились.
В 1986 году вышел фильм «Мой любимый клоун», снятый режиссёром Юрием Кушнерёвым по мотивам одноимённой повести Василия Ливанова. Сценарий к фильму написали Никита Михалков и Александр Адабашьян.
После окончания съёмок в телесериале о Шерлоке Холмсе Ливанов, которому к тому времени было всего 50 лет, постепенно почти перестал появляться на экране, по-прежнему работая иногда в качестве актёра озвучивания. Единственной крупной работой в кино стала роль Дон Кихота в фильме 1997 года «Дон Кихот возвращается», который был поставлен самим Ливановым вместе с Олегом Григоровичем. Ливанов выступил в этом фильме также в качестве сценариста и продюсера. В 2005 году Ливанов снялся в небольшой роли профессора Стравинского в телесериале Владимира Бортко «Мастер и Маргарита». Последний раз Ливанов появился на экране в фильме 2007 года режиссёра Валерия Николаева «Медвежья охота».
В 1988 году Василию Ливанову было присвоено звание народного артиста РСФСР. В том же году Ливанов (совместно с Юлианом Семёновым) создал в Москве экспериментальный театр «Детектив», который размещался в Центральном доме офицеров МВД (ЦДО) на Лубянке. Финансирование театра осуществлялось комитетом по культуре мэрии Москвы, сам театр к 1992 году самостоятельно покрывал всего порядка 10 % от своих расходов. В середине 1992 года ЦДО расторг с театром контракт на аренду помещения. Художественный руководитель Ливанов при этом обвинялся в срыве работы театра и мероприятий ЦДО в связи с проблемами с алкоголем (актёр в это время лечился в клинике неврозов). Актёры на общем собрании приняли решения покинуть театр «Детектив» и создать на его базе центральный театр МВД.
В 1990—2000-х годах Ливанов в основном занимался литературной деятельностью, писал мемуары. Автор эссе «Наш друг — Шерлок Холмс».
В 2003 году сыграл роль старца Фура́ в телеигре «Форт Боярд». Из-за организационных разногласий с руководством программы отказался принимать участие в съёмках сезона следующего года.
15 июня 2006 года в Москве посол Великобритании Энтони Брентон вручил 70-летнему Василию Ливанову знаки ордена Британской империи; актёр стал почётным членом ордена «За службу театру и изобразительному искусству». Позднее в неофициальном комментарии для английских шерлокианцев сотрудник Церемониального секретариата Кабинета министров Алан Туоми заявил:

Я, однако, могу сказать вам, что мистер Ливанов был награждён за исполнение роли Шерлока Холмса в серии телевизионных фильмов, произведённых в бывшем СССР в период 1979—1986 гг.
Оригинальный текст (англ.)I can tell you, however, that Mr Livanov was honoured for his portrayal of the character Sherlock Holmes in a series of television films made in the former USSR during the period 1979-86.
— Алан Туоми

## Семья
- Первая жена (1958—1970) — Алина Владимировна Энгельгардт (род. 1933), дочь биохимика Владимира Энгельгардта.
  - Дочь Анастасия (род. 1963), окончила биофак МГУ, стала скульптором[9][10].
    - Внук — Владимир (род. 1984)[11].
    - Внучка — Ксения[11].
- Вторая жена (с 1972) — Елена Ливанова (род. 1949), художник-мультипликатор[12].
  - Сын — Борис (род. 1974), актёр, телеведущий, художник, писатель, поэт. В 2009 году был осуждён за убийство, освобождён по УДО в 2014 году[9].
    - Внучка — Ева (род. 2002)[11].

  - Сын — Николай (род. 1984), художник, мультипликатор, окончил ВГИК, актёр[9].
    - Внучка — Алиса (род. 2017)[11].

## Награды
Российские награды
- Заслуженный артист РСФСР (27 ноября 1981);
- Народный артист РСФСР (18 апреля 1988);
- Орден «За заслуги перед Отечеством» IV степени (1 декабря 2005) — за большой вклад в развитие отечественного кинематографа и многолетнюю творческую деятельность[13];
- Орден Почёта (26 октября 2016) — за большие заслуги в развитии отечественной культуры и искусства, многолетнюю плодотворную деятельность[14];
- Медаль «Памяти героев Отечества» — за реализацию проектов историко-патриотических направлений (Приказ Министра обороны Российской Федерации от 19 декабря 2016 года № 870)[15].

Иностранные награды
- Лауреат Премии имени Генриха Грайфа (ГДР, 1969)[16];
- Почётный член ордена Британской империи (Великобритания, 20 февраля 2006) — за заслуги перед театром и исполнительским искусством[2][17].

Конфессиональные награды
- Орден Святого благоверного князя Даниила Московского II степени (РПЦ);
- Орден преподобного Андрея Иконописца I степени (РПЦ, 2025)[18].

Общественное признание
- Академик Национальной академии кинематографических искусств и наук России (2002);
- Пушкинская медаль «Ревнителю просвещения» (Академия российской словесности) (2013)[19];
- Памятная золотая медаль Сергея Михалкова (2015, Российский фонд культуры)[20];
- Специальная премия «Золотой орёл» 2017 — «За вклад в кинематограф» (по итогам 2016 года)[21];
- Золотая медаль имени С. Ф. Бондарчука «За выдающийся вклад в кинематограф» (2018, Международный кинофорум «Золотой Витязь»)[22].

Москва, посольство Великобритании на Смоленской набережной: скульптурная композиция «Шерлок Холмс и доктор Ватсон»

## Интересные факты
- Идея постановки фильма «Андрей Рублёв» изначально принадлежала Василию Ливанову[23]. Он мечтал сам сыграть роль Рублёва.
- К образу Шерлока Холмса Василий Ливанов возвращался неоднократно:
  - В 1981 году Ливанов озвучил английского пса-сыщика (аллюзию на Шерлока Холмса) в мультфильме «Пёс в сапогах» (с 12:29 по 13:00 мин.)
  - В 1982 году Ливанов и Соломин появились в образах сыщика и его летописца в скетче «Шерлок Холмс» для телепередачи «Новогодний Голубой огонёк»[24]. Сценарий интермедии написал Ливанов, снимались актёры в обычных современных костюмах, Ливанов был в усах, а Соломин наоборот — гладко выбрит. При выпуске этой программы на DVD (издателем «Бомба мьюзик» в 2006 году) эпизод с Ливановым по неизвестным причинам вырезали, хотя по репликам других персонажей («Шерлок Холмс только что был здесь…») можно догадаться о его изначальном присутствии.
  - В 1985 году Ливанов озвучил Шерлока Холмса в мультипликационном фильме «Мы с Шерлоком Холмсом» по сценарию Виталия Злотникова. Вместо доктора Ватсона в мультфильме действует дог по имени Том, его озвучивал Андрей Миронов. Интересно, что «Совэкспортфильмом» была выпущена испаноязычная версия этого мультфильма, однако там Шерлок Холмс говорит голосом другого актёра, тембр которого даже отдалённо не напоминает «ливановский».
  - Вскоре после выхода мультфильма «Мы с Шерлоком Холмсом» по нему был сделан аудиоспектакль, выпущенный на пластинке. Кроме того, в начале 1990-х был записан аудиоспектакль «Иохим Лис, ученик Шерлока Холмса» (по сказке Ингмара Фьоля), также с участием Ливанова (выпущен на кассете в 1996 году).
  - В 1990-е годы вместе с Виталием Соломиным Василий Борисович снялся в цикле рекламных роликов компании «Вико», торгующей представительскими автомобилями (сценарии роликов придумали сами Ливанов и Соломин), а затем Ливанов в образе Шерлока Холмса рекламировал печенье «Бартонс»[25] (цикл рекламных роликов), чай «Ристон»[26] и чай «Высоцкий»[27] (Wissotzky Tea) для русскоязычной телеаудитории Израиля.
  - В 2000 году Игорь Масленников выпустил 13-серийный телесериал «Воспоминания о Шерлоке Холмсе», в который были включены эпизоды из оригинальной серии фильмов. В результате разбирательств между телеканалом «ОРТ» и «Медиа-Мостом» готовый сериал был арестован и только трижды показан по Первому каналу в урезанном виде. Василий Ливанов, не участвовавший в этой работе, отзывался о ней негативно, считая, что сериалом была сбита значимость оригинальных фильмов[28].
  - В январе 2009 года на российских телеэкранах появился рекламный ролик энергетического напитка «Red Bull». Мультипликационный Шерлок Холмс из этого ролика говорит голосом Василия Ливанова[29].
  - В начале XXI века Ливанов озвучил сыщика в русских локализациях нескольких компьютерных игр, а также в российской игре «Шерлок Холмс: Возвращение Мориарти». В последней доктора Ватсона озвучивал Виталий Соломин.
  - В 2004 году Ливанов сыграл Шерлока Холмса в цикле из четырёх аудиоспектаклей, поставленных режиссёром Даниилом Дубшиным под эгидой издательского дома «Мир детства». На момент записи спектаклей Виталия Соломина уже не было в живых, и роль доктора Ватсона исполнил народный артист России Евгений Стеблов (исполнитель роли доктора Мортимера в «Собаке Баскервилей»). Были записаны рассказы «Львиная грива», «Пёстрая лента», «Обряд дома Месгрейвов» и «Пять апельсиновых зёрнышек».
- 27 апреля 2007 года в Москве на Смоленской набережной у стен посольства Великобритании открыли скульптурную композицию «Шерлок Холмс и доктор Ватсон» (скульптор Андрей Орлов). Прототипом Шерлока Холмса послужил Василий Ливанов, а доктора Ватсона — Виталий Соломин[30].
- В 2013 году на НТВ вышел документальный фильм-расследование «Глазами Шерлока Холмса. Литера „М“» с участием В. Ливанова в роли ведущего-рассказчика.

### Коллекционные монеты Островов Кука

Василий Ливанов в образе Шерлока Холмса на новозеландской монете из мемориальной серии 2007 года, посвящённой циклу фильмов «Приключения Шерлока Холмса и доктора Ватсона»

В 2007 году, в ознаменование 120-летия создания Артуром Конаном Дойлом дебютной повести о Шерлоке Холмсе, частная компания «Новозеландский монетный двор» (англ. New Zealand Mint) выпустила мемориальную серию из четырёх монет номиналом в два доллара Островов Кука в сувенирной коробке. Монеты отчеканены из серебра 999-й пробы в количестве 8 тысяч экземпляров. На реверсе первой монеты изображён Шерлок Холмс (в исполнении Василия Ливанова) в охотничьей войлочной шляпе и с трубкой.
Остальные три монеты посвящены фильмам «Сокровища Агры», «Собака Баскервилей» и «Смертельная схватка». На них, помимо Шерлока Холмса, изображены доктор Ватсон (в исполнении Виталия Соломина), мисс Морстен (в исполнении Екатерины Зинченко), сэр Генри Баскервиль (в исполнении Никиты Михалкова) и профессор Мориарти (в исполнении Виктора Евграфова). Набор монет представлен в сувенирной коробке, выполненной в виде кинохлопушки. Часть тиража этих монет распространялась в филиалах «Сбербанка России».

## Противоречия
В интервью журналистке Ирине Симоновой-Страут Ливанов заявил, что англичане считают фильм с его участием лучшим из фильмов о Холмсе, но при этом не назвав ни критиков, ни издание, в котором это мнение было опубликовано. Фильмы с участием Ливанова в роли Холмса упоминаются в «Справочнике Шерлока Холмса» (англ. Sherlock Holmes Handbook) Кристофера Редмонда, где на с. 245 Ливанов указан как актёр, игравший Холмса в Советском Союзе в 1986 году, но далее сказано, что эти фильмы малоизвестны в англоязычных странах (хотя с 2009 года их можно приобрести на DVD с английскими субтитрами). 

## Общественная позиция
В 2015 году в интервью изданию «Аргументы и факты» назвал украинское общество «отравленным бандеровщиной».
В январе 2017 года (за 1 год и 2 месяца до выборов 2018 года) публично обратился к Путину с просьбой и впредь оставаться президентом России и «даже не думать» уходить с этого поста.
Поддержал вторжение России на Украину, подписал письмо, выражающее поддержку решения Путина начать войну против Украины. Транслировал нарратив российской пропаганды, заявив «если бы мы не начали спецоперацию, Украина восстановила бы ядерное оружие».
В мае 2022 года Латвия запретила Ливанову въезд в страну из-за поддержки вторжения и оправдывания российского нападения.

## Роли в театре
- 1959 — «Город на заре» Е. Скачно и Константина Симонова — хор, комсомолец-строитель

## Фильмография

### Актёр
- 1959 — Неотправленное письмо — геолог Андрей
- 1960 — Воскресение — народоволец Крыльцов
- 1960 — Слепой музыкант — Пётр Попельский
- 1961 — Две жизни — студент
- 1962 — Коллеги — Саша Зеленин
- 1962 — Суд сумасшедших — профессор Вернер
- 1963 — Синяя тетрадь — Феликс Дзержинский
- 1963 — Большие и маленькие — учитель Сергей Сергеевич
- 1964 — Возвращение Вероники — Вадим
- 1965 — Год как жизнь — поэт Георг Веерт
- 1965 — Зелёный огонёк — пассажир такси хирург Коржиков
- 1966 — Путешествие — журналист Гена (новелла «Папа, сложи!»)
- 1967 — Браслет-2 — наездник Африкан Савин
- 1968 — Мне было девятнадцать — военный переводчик Вадим Гейман
- 1970 — Ватерлоо — офицер из свиты Веллингтона
- 1972 — Игрок — Де Грие
- 1975 — Звезда пленительного счастья — император Николай I
- 1976 — Жизнь и смерть Фердинанда Люса — доктор Пейн
- 1978 — Степь — Казимир Михайлович
- 1978 — Ярославна, королева Франции — рыцарь Бенедиктус
- 1979 — Шерлок Холмс и доктор Ватсон — Шерлок Холмс
- 1980 — Приключения Шерлока Холмса и доктора Ватсона — Шерлок Холмс
- 1981 — Приключения Шерлока Холмса и доктора Ватсона: Собака Баскервилей — Шерлок Холмс
- 1982 — Кто стучится в дверь ко мне? — врач Виктор Павлович
- 1983 — Приключения Шерлока Холмса и доктора Ватсона: Сокровища Агры — Шерлок Холмс
- 1983 — Лунная радуга — Гэлбрайт
- 1987 — Приключения Шерлока Холмса и доктора Ватсона: Двадцатый век начинается — Шерлок Холмс
- 1987 — Необыкновенные приключения Карика и Вали — профессор Енотов
- 1988 — Любовь к ближнему — Некто (новелла «Монумент»)
- 1992 — Он своё получит — Делани (роль озвучена другим актером)
- 1994 — Охота
- 1997 — Дон Кихот возвращается — Дон Кихот
- 2004 — Сыщики 3 — профессор (сезон 3, серия 5 «Операция под наркозом»; озвучен другим актёром)
- 2005 — Мастер и Маргарита — профессор Стравинский, врач психиатрической клиники
- 2006 — Мужской сезон: Бархатная революция — Сан Саныч Шувалов, ветеран госбезопасности
- 2008 — Медвежья охота — Сергей Кириллович Корсаков, советник по международным отношениям
- 2019 — Медный всадник России — друг актёра (в титрах не указан)

### Озвучивание мультфильмов
- 1968 — Кот в сапогах
- 1968 — Малыш и Карлсон — Карлсон
- 1969 — Крокодил Гена
- 1970 — Весёлая карусель № 2. Небылицы — читает текст
- 1970 — Карлсон вернулся — Карлсон
- 1970 — Обезьяна с острова Саругасима
- 1971 — Рассказы старого моряка. Необитаемый остров
- 1971 — Чебурашка
- 1972 — Рассказы старого моряка. Антарктида
- 1972 — Заветная мечта
- 1973 — Айболит и Бармалей
- 1973 — Мы с Джеком
- 1973 — Сокровища затонувших кораблей
- 1974 — Шапокляк
- 1975 — Наследство волшебника Бахрама — Зильзиля
- 1976—1982 — Котёнок по имени Гав
- 1976—1991 — 38 попугаев — Удав
- 1977 — Жихарка — Баба-яга и Ворона
- 1977 — Как Маша поссорилась с подушкой — читает текст
- 1977 — Бравый инспектор Мамочкин
- 1978 — Маша больше не лентяйка
- 1978 — Подарок для самого слабого
- 1979 — Маша и волшебное варенье — читает текст
- 1979 — Новый Аладдин
- 1979 — Последние волшебники
- 1979 — Дядюшка Ау — Дядюшка Ау
- 1981 — Пёс в сапогах — сыщик
- 1981 — Тайна третьей планеты — Громозека
- 1981 — Халиф-аист
- 1983 — Чебурашка идёт в школу
- 1985 — Миссис Уксус и мистер Уксус — Волк
- 1985 — Мы с Шерлоком Холмсом
- 1986 — Как потерять вес
- 1987 — Богатырская каша
- 1988 — Мы идём искать
- 1988 — Перевал
- 1993 — Пряник
- 2013 — Мышкины истории

### Озвучивание кинофильмов
- 1976 — Деревня Утка — профессор (озвучивает актёра Вадима Александрова)
- 1987 — Друг — Друг, пёс породы ньюфаундленд (озвучивает ньюфаундленда Ютгая)
- 2008 — Золушка 4×4. Всё начинается с желаний — Крот

### Озвучивание компьютерных игр
- 2000 — Шерлок Холмс: Возвращение Мориарти — Шерлок Холмс[40]
- 2004 — Шерлок Холмс: Загадка серебряной серёжки — Шерлок Холмс[41]
- 2005 — Карлсон, который живёт на крыше — Карлсон[42]
- 2008 — Шерлок Холмс: Тайна персидского ковра — Шерлок Холмс

### Озвучивание аудиоспектаклей и аудиокниг
- 1973 — Сказки про Африку — бегемот (сказка «Страшный зверь»)
- 1976 — Малыш и Карлсон (звуковое сопровождение к диафильму) — Карлсон
- 1996 — Иохим Лис, ученик Шерлока Холмса — Шерлок Холмс
- 2000 — Новые Бременские — текст от автора
- 2004 — Дед Мороз и лето (сборник сказок) — текст от автора
- 2004 — Старик и море — текст от автора

### Режиссёр фильмов
- 1997 — Дон Кихот возвращается
- 2019 — Медный всадник России

### Режиссёр мультипликации
- 1966 — Самый, самый, самый, самый
- 1970 — Синяя птица
- 1972 — Фаэтон — сын Солнца
- 1973 — По следам бременских музыкантов

### Сценарист фильмов
- 1997 — Дон Кихот возвращается
- 2019 — Медный всадник России

### Сценарист мультипликации
- 1966 — Жу-жу-жу
- 1966 — Самый, самый, самый, самый
- 1969 — Бременские музыканты
- 1969 — Дед Мороз и лето
- 1970 — Синяя птица
- 1971 — Старая игрушка
- 1972 — Фаэтон — сын Солнца
- 1973 — По следам бременских музыкантов
- 1973 — Паучок Ананси и волшебная палочка
- 1976 — Зеркало времени
- 1978 — Талант и поклонники
- 1979 — Маша и волшебное варенье
- 2000 — Новые бременские
- 2002 — Мои бабушки и я

### Продюсер
- 1997 — Дон Кихот возвращается
- 2019 — Медный всадник России

### Телевидение
- 2003 — Форт Боярд — старец Фура

## Документальные фильмы и телепередачи
- «Василий Ливанов. „В жизни я не Шерлок Холмс“» («Первый канал», 2010)[43]
- «Василий Ливанов. „Я умею держать удар“» («ТВ Центр», 2015)[44]
- «Василий Ливанов. „Кавалер и джентльмен“» («Первый канал», 2015)[45][46]
- «Шерлок Холмс и доктор Ватсон»: история советской Бейкер-стрит («Мир», 2020)[47]
- «Шерлок Холмс и доктор Ватсон вместе навсегда» («Первый канал», 2021)[48][49]

## Литературное творчество
Кроме сценариев и пьес, Василий Ливанов является автором повестей, рассказов, эссе, воспоминаний о выдающихся деятелях культуры. Сказание о скифах «Агния, дочь Агнии» (1976), повести «Мой любимый клоун» (1979), «Ночная „Стрела“» (1980), «Богатство военного атташе» (1984) впервые были опубликованы в журнале «Юность». В 1985 году выпущен сборник прозы В. Б. Ливанова «Легенда и быль» (издательство «Советский писатель»). В журнале «Нева» (1989, № 4) была опубликована юмористическая повесть «Иван, себя не помнящий». В последние десятилетия неоднократно издавались сборники его произведений различных жанров, вышли в свет трёхтомное (2005) и двухтомное (2010) собрания сочинений.
По мотивам повести «Мой любимый клоун» снят одноимённый фильм. По сказке В. Ливанова поставлен короткометражный мультфильм «Кролик с капустного огорода» («Союзмультфильм», 2006). В 2009 году по повести В. Ливанова «Богатство военного атташе» был снят кинофильм «Кромовъ», но из-за разногласий с продюсерами Ливанов потребовал исключить свою фамилию из титров.